# K (film, 1997)
Pour les articles homonymes, voir K.
Pour plus de détails, voir Fiche technique et Distribution.
K est un thriller franco-allemand coécrit, produit et réalisé par Alexandre Arcady, sorti en 1997. Il s’agit de l’adaptation du roman Pas de kaddish pour Sylberstein de Guy Konopnicki.

## Synopsis
Samuel Bellamy (Patrick Bruel), jeune inspecteur de police, est lié d'amitié avec Joseph Katz (Pinkas Braun), un vieux brocanteur juif rescapé des camps de la mort. Samuel et Joseph aiment jouer aux échecs, mais un matin dans le magasin de Joseph, alors que Samuel venait de perdre contre ce dernier, un Allemand entre dans la brocante. Joseph reconnaît Rudi Guter (Hans Meyer), un ancien officier SS qui a massacré sa famille pendant la guerre. Guter reconnaît Joseph à cause d'une tache de naissance derrière son oreille gauche. Les deux hommes se battent dans le magasin, alors que Samuel essaye de gagner la brocante pour tenter de les arrêter. Mais trop tard, Guter, n'étant pas venu seul, appelle ses hommes au secours, Katz sort un pistolet et l'abat sous les yeux de Sam. Katz finalement arrêté par la police, Sam doit se charger de l'amener au commissariat, mais ne voulant pas qu'il soit jugé, il libère son vieil ami et veut le confier à son père qui doit partir en Israël. Peu de temps après, les hommes de Guter retrouvent Katz dans le magasin du père de Sam. Katz parvient à s'échapper mais il est retrouvé mort le soir même après que son magasin a explosé. En fait, celui que Samuel prend pour Joseph n'est autre qu'un ancien Nazi. Ce dernier a pris toutes les apparences d'un Juif pratiquant, qui connaît les rites juifs  et le yiddish. Ce Katz a éliminé Guter qui était sur ses traces et travaillait depuis pour le KGB et l'ex RDA. Après plusieurs péripéties, Samuel découvre la supercherie... Katz étant un ancien nazi, le kaddish, prière des morts juifs, ne pouvait décemment pas être récité pour ce criminel.

## Fiche technique
Sauf indication contraire, les informations mentionnées dans cette section peuvent être confirmées par la base de données cinématographiques Unifrance,  présente dans la section « Liens externes ».
- Titre original : K
- Réalisation : Alexandre Arcady
- Scénario : Alexandre Arcady, Antoine Lacomblez et Jorge Semprún, d'après le roman Pas de kaddish pour Sylberstein de Konop
- Musique : Philippe Sarde
- Décors : Tony Egry
- Costumes : Claire Fraisse
- Photographie : Gerry Fisher
- Son : Dominique Levert, Gérard Lamps, Jean Goudier
- Montage : Joële van Effenterre, assistée de Marie de la Selle
- Production : Alexandre Arcady
- Sociétés de production : New Light Films ; Alexandre Films et TF1 Films Production (coproduction)
- Société de distribution : Fox France
- Pays d’origine :  France /  Allemagne
- Langues originales : français, yiddish, allemand
- Genre : thriller
- Durée : 135 minutes
- Dates de sortie :
  - France : 27 août 1997
  - Suisse : 22 août 1997
  - Québec : 7 novembre 1997
- Interdit aux moins de 12 ans en France

## Distribution
- Patrick Bruel : Samuel « Sam » Bellamy
  - Mathieu Brehier : Samuel Bellamy, enfant
- Isabella Ferrari : Emma Güter
- Marthe Keller : Nora Winter
- Pinkas Braun : Joseph Katz
- Jean-François Stévenin : le commissaire Cortès
- Dieter Kirchlechner (de) : Hermann
- Dan Torjman : Yan
- Burkhard Heyl : Helmut
- Pierre Abbou : Ourt
- Keren Ann Zeidel : Judith
- Shmuel Atzmon : Ofer
- Richard Berry : le narrateur
- Michal Bijio : Michal
- Denis Braccini : un policiers à l'hôpital
- Marc Prin : un policier à l'hôpital
- Jan Gerd Buss
- Jean-Claude de Goros : Duparc
- Albert Dray : Marco
- Attila Egry : l’inspecteur Dumont
- Benny Guedj : Daniel
- Helga Göring : la tante d'Emma
- Jean-Yves Haouzi : le jeune garçon
- Andreas Hoppe : Hans
- Emile Kaçmann : le rabbin
- Serge Kimmoun : Albert
- Antoine Lacomblez : le médecin hôpital
- Lucien Layani : Monsieur Bellamy
- Samy Layani : le tireur d'élite
- Jean-Paul Leventoux : le médecin Mossad
- Patrick Levy : Dan
- Hans Meyer : Rudi Guter
- Itzhak Moshkovich : l’employé Yad Vashem
- Uwe Poppe
- Daniel Rivière : l’inspecteur Artois
- Joseph Summer : le faux touriste
- La famille Stein :
  - Laurent Berman
  - Hazel Carr
  - Julien Courbey
  - Jules Fainzang
  - Sarah Rozenberg
  - Judith Vittet
  - Benjamin Zimet

## Production
Alexandre Arcady explique le titre K comme « killer, Kafka, Koweït, KGB, kaddish… »[Quand ?][réf. nécessaire].
Le tournage a lieu à Paris, Roissy-en-France, Berlin, Hambourg et Tel Aviv[réf. nécessaire].

## Autour du film
- C'est la quatrième collaboration entre Patrick Bruel et Alexandre Arcady, ayant déjà travaillé dans Le Coup de sirocco, Le Grand Carnaval et L'Union sacrée.
- Jorge Semprún a aussi travaillé sur le film Z de Costa-Gavras. Il a écrit Le Grand Voyage où il parlait de son passé de déporté. C'est l'un des thèmes principaux de K.
- Alexandre Arcady a eu l'idée de faire ce film à l'occasion du cinquantième anniversaire de la libération du camp d'Auschwitz.
- Le film a été tourné à Paris, à Roissy-en-France (Val-d'Oise), Berlin et Hambourg (Allemagne), Tel Aviv (Israël)